# Камінь спотикання (програмування)
Камінь спотикання (англ. gotcha) в програмуванні, позначає в мові програмування чи системі валідну конструкцію що працює як задокументовано, але є контрінтуїтивною і часто призводить до помилок, тому що її просто застосувати, а результат неочікуваний.

## Приклади
Класичним каменем спотикання в C/C++ є конструкція
```
if
 
(
a
 
=
 
b
)
 
code
;

```

Вона синтаксично правильна: записує значення змінної b в a а тоді виконує code якщо a ненульове. Іноді це навіть очікується. Щоправда, найчастіше це одруківка: програміст мав на увазі
```
if
 
(
a
 
==
 
b
)
 
code
;

```

що виконує code якщо a дорівнювало b.

## Зноски
1. 1 2  Gotcha definition at The Jargon File. Архів оригіналу за 20 грудня 2015. Процитовано 22 серпня 2018.